# 9611 Анук
9611 Анук (1992 RF7, 1990 FF2, 9611 Anouck) — астероїд головного поясу, відкритий 2 вересня 1992 року.
Тіссеранів параметр щодо Юпітера — 3,187.